# Гуэйе, Папе
Папе Гуэйе (фр. Pape Guèye; род. 23 июня 2003, Сен-Луи) — сенегальский футболист, вингер российского клуба «Родина».

## Биография
Папе Гуэйе — воспитанник сенегальского клуба «Лингер». Впоследствии игрок выступал за сенегальские «Женерасьон Фут» и «Сонакос», а также за «Юнайтед» из ОАЭ.
15 августа 2024 года Папе Гуэйе на правах арендного соглашения перешёл в латвийскую «Ригу» до конца 2024 года. 14 сентября 2024 года в матче Высшей лиги против «Ауды» (2:2) он дебютировал за новый клуб, выйдя на замену на второй тайм. 5 октября 2024 года в матче Высшей лиги против «Елгавы» (0:2) Гуэйе забил дебютный гол за «Ригу». В феврале 2025 года по завершении аренды сенегальский вингер покинул «Ригу».
22 февраля 2025 года Папе Гуэйе перешёл в российский клуб «Родина». 16 марта 2025 года в матче Первой лиги против «Алании» (4:0) он дебютировал за новую команду, выйдя на замену на 68-й минуте. 6 апреля 2025 года в матче Первой лиги против «Сочи» (3:1) Гуэйе забил дебютный гол за московский клуб, а также отметился голевой передачей на Артёма Максименко. 4 мая в матче против «Урала» (3:2) сенегалец оформил дубль.

## Статистика
| Выступление      | Выступление      | Выступление      | Чемпионат | Чемпионат | Кубки | Кубки | Итого | Итого |
| Клуб             | Лига             | Сезон            | Игры      | Голы      | Игры  | Голы  | Игры  | Голы  |
| ---------------- | ---------------- | ---------------- | --------- | --------- | ----- | ----- | ----- | ----- |
| Юнайтед          | Про-лига         | 2023/24          | 0         | 0         | 2     | 2     | 2     | 2     |
| Юнайтед          | Итого            | Итого            | 0         | 0         | 2     | 2     | 2     | 2     |
| → Рига           | Высшая лига      | 2024             | 7         | 1         | 1     | 0     | 8     | 1     |
| → Рига           | Итого            | Итого            | 7         | 1         | 1     | 0     | 8     | 1     |
| → Рига-2         | Первая лига      | 2024             | 1         | 0         | —     | —     | 1     | 0     |
| → Рига-2         | Итого            | Итого            | 1         | 0         | —     | —     | 1     | 0     |
| Родина           | Первая лига      | 2024/25          | 11        | 4         | 0     | 0     | 11    | 4     |
| Родина           | Первая лига      | 2025/26          | 2         | 1         | 0     | 0     | 2     | 1     |
| Родина           | Итого            | Итого            | 13        | 5         | 0     | 0     | 13    | 5     |
| Всего за карьеру | Всего за карьеру | Всего за карьеру | 21        | 6         | 3     | 0     | 24    | 6     |

1. ↑  Кубок Президента (ОАЭ)en, Кубок Латвии.